# Кухта, Ян
Ян Ку́хта (чеш. Jan Kuchta; род. 8 января 1997, Либерец, Северочешский край) — чешский футболист, нападающий пражской «Спарты» и сборной Чехии. Участник чемпионата Европы 2024.

## Клубная карьера
Кухта — воспитанник столичных клубов «Спарта» и «Славия». 8 ноября 2015 года в матче против «Богемианс 1905» он дебютировал в Первой лиге в составе последнего.
Летом 2016 года для получения игровой практики был отдан в аренду в «Богемианс 1905», дебютировал 7 августа в матче против «Виктории Пльзень».
В начале 2018 года Кухта был арендован «Викторией Жижков». Во второй лиге Чехии дебютировал в матче против пражской «Олимпии». 9 марта в поединке против «Витковице» забил свой первый гол за клуб.
Летом 2018 года на правах аренды перешёл в «Словацко», первый матч сыграл 22 июля против «Богемианса 1905». 28 июля в поединке против «Баника» забил свой первый гол за «Словацко».
В начале 2019 года Кухта был арендован «Теплице», дебютировал 15 февраля в матче против «Млады-Болеслав». 3 марта в поединке против «Опавы» забил свой первый гол за клуб.
Летом 2019 года Кухта на правах аренды присоединился к «Словану», первый матч сыграл 3 августа в игре против «Сигмы». 22 февраля 2020 года забил свой первый гол. По окончании аренды клуб выкупил его трансфер.
Летом 2020 года Кухта вернулся в «Славию». 5 ноября в поединке Лиги Европы против французской «Ниццы» забил свои первые два гола за команду. 27 января 2021 года в матче против «Фастава» сделал хет-трик. По итогам сезона Кухта вместе с Адамом Гложеком забил 15 голов и стал лучшим бомбардиром турнира, а также выиграл чемпионат и завоевал Кубок Чехии. В 2021 году в матчах Лиги конференций против берлинского «Униона», израильского «Маккаби Хайфа» и нидерландского «Фейеноорда» он забил три мяча.
12 января 2022 года Кухта перешёл в московский «Локомотив», соглашение рассчитано на четыре с половиной года. 6 марта в матче против «Химок» он дебютировал в РПЛ. В этом же поединке Ян забил свой первый гол за «Локомотив». 1 июля 2022 года Кухта перешёл в «Спарту (Прага)» на правах аренды. 31 июля в матче против либерецкого «Слована» он дебютировал за новую команду. В третьем матче за клуб на 95-й минуте наступил на голову Оливье Влигену, за что получил красную карточку. 1 октября в поединке против «Градец-Кралове» Ян забил свой первый гол за «Спарту». По окончании аренды клуб выкупил трансфер игрока за 2,5 млн евро.

## Карьера в сборной
8 октября 2021 года в отборочном матче чемпионата мира 2022 против сборной Уэльса Кухта дебютировал за сборную Чехии. 2 июня 2022 года в поединке Лиги наций против сборной Швейцарии Ян забил свой первый гол за национальную команду.

### Статистика выступлений за сборную
| Матчи за сборную Чехии | Матчи за сборную Чехии | Матчи за сборную Чехии | Матчи за сборную Чехии | Матчи за сборную Чехии | Матчи за сборную Чехии    |
| ---------------------- | ---------------------- | ---------------------- | ---------------------- | ---------------------- | ------------------------- |
| №                      | Дата                   | Оппонент               | Счёт                   | Голы                   | Соревнование              |
| 1                      | 8 октября 2021         | Уэльс                  | 2:2                    | -                      | Отборочный матч ЧМ-2022   |
| 2                      | 11 октября 2021        | Беларусь               | 2:0                    | -                      | Отборочный матч ЧМ-2022   |
| 3                      | 11 ноября 2021         | Кувейт                 | 7:0                    | -                      | Товарищеский матч         |
| 4                      | 16 ноября 2021         | Эстония                | 2:0                    | -                      | Отборочный матч ЧМ-2022   |
| 5                      | 24 марта 2022          | Швеция                 | 0:1                    | -                      | Отборочный матч ЧМ-2022   |
| 6                      | 29 марта 2022          | Уэльс                  | 1:1                    | -                      | Товарищеский матч         |
| 7                      | 2 июня 2022            | Швейцария              | 2:1                    | 1                      | Лига наций 2022/23        |
| 8                      | 5 июня 2022            | Испания                | 2:2                    | 1                      | Лига наций 2022/23        |
| 9                      | 9 июня 2022            | Португалия             | 0:2                    | -                      | Лига наций 2022/23        |
| 10                     | 12 июня 2022           | Испания                | 0:2                    | -                      | Лига наций 2022/23        |
| 11                     | 24 сентября 2022       | Португалия             | 0:4                    | -                      | Лига наций 2022/23        |
| 12                     | 27 сентября 2022       | Швейцария              | 1:2                    | -                      | Лига наций 2022/23        |
| 13                     | 24 марта 2023          | Польша                 | 3:1                    | 1                      | Отборочный матч ЧЕ-2024   |
| 14                     | 27 марта 2023          | Молдова                | 0:0                    | -                      | Отборочный матч ЧЕ-2024   |
| 15                     | 17 июня 2023           | Фарерские острова      | 3:0                    | -                      | Отборочный матч ЧЕ-2024   |
| 16                     | 7 сентября 2023        | Албания                | 1:1                    | -                      | Отборочный матч ЧЕ-2024   |
| 17                     | 10 сентября 2023       | Венгрия                | 1:1                    | -                      | Товарищеский матч         |
| 18                     | 12 октября 2023        | Албания                | 0:3                    | -                      | Отборочный матч ЧЕ-2024   |
| 19                     | 15 октября 2023        | Фарерские острова      | 1:0                    | -                      | Отборочный матч ЧЕ-2024   |
| 20                     | 17 ноября 2023         | Польша                 | 1:1                    | -                      | Отборочный матч ЧЕ-2024   |
| 21                     | 10 июня 2024           | Северная Македония     | 2:1                    | -                      | Товарищеский матч         |
| 22                     | 18 июня 2024           | Португалия             | 1:2                    | -                      | ЧЕ-2024. Групповая стадия |
| 23                     | 26 июня 2024           | Турция                 | 1:2                    | -                      | ЧЕ-2024. Групповая стадия |
| 24                     | 11 октября 2024        | Албания                | 2:0                    | -                      | Лига наций 2024/25        |
| 25                     | 14 октября 2024        | Украина                | 1:1                    | -                      | Лига наций 2024/25        |
| 26                     | 16 ноября 2024         | Албания                | 0:0                    | -                      | Лига наций 2024/25        |
| 27                     | 19 ноября 2024         | Грузия                 | 2:1                    | -                      | Лига наций 2024/25        |
| 28                     | 25 марта 2025          | Гибралтар              | 4:0                    | -                      | Отборочный матч ЧМ-2026   |

## Личная жизнь
Жена Бара, дочь Эмилли (род. во феврале 2024 года).

## Достижения
«Славия» (Прага)
- Чемпион Чехии: 2020/21
- Обладатель Кубка Чехии: 2020/21

 «Спарта» (Прага)
- Чемпион Чехии: 2022/23, 2023/24
- Обладатель Кубка Чехии: 2023/24

Индивидуальные
- Лучший бомбардир Первой лиги (15 мячей) — 2020/21